# Мичурино (Челябинская область)
Мичурино — деревня в Сосновском районе Челябинской области. Входит в состав Томинского сельского поселения.

## География
Расположена в южной части района, на берегу реки Сызан. Расстояние до районного центра села Долгодеревенского 62 км, до центра сельского поселения посёлка Томинского 6 км.

## Население
| 2002 | 2010 |
| ---- | ---- |
| 308  | ↘287 |

## Улицы
- Береговая,
- Виноградная,
- Заречная,
- Лесная,
- Молодежная,
- Новосёлов,
- Садовая,
- Сиреневая,
- Центральная,
- Яблоневая.